# Cabinet Wüst II
Pour les articles homonymes, voir Cabinet Wüst.
Land de Rhénanie-du-Nord-Westphalie
Wüst I 
Le cabinet Wüst II (en allemand : Kabinett Wüst II) est le gouvernement du Land de Rhénanie-du-Nord-Westphalie depuis le 29 juin 2022, sous la 17e législature du Landtag.
Il est dirigé par le chrétien-démocrate Hendrik Wüst et formé après les élections régionales 15 mai 2022. Il se compose de douze ministres, dont une porte le titre de vice-ministre-président.
Il est constitué d'une coalition « kiwi » entre l'Union chrétienne-démocrate et Les Verts.
Il succède au cabinet Wüst I.

## Historique du mandat
Ce gouvernement est dirigé par le ministre-président chrétien-démocrate sortant Hendrik Wüst. Il est constitué et soutenu par une coalition « kiwi » entre l'Union chrétienne-démocrate d'Allemagne (CDU) et l'Alliance 90/Les Verts (Grünen). Ensemble, ils disposent de 115 députés sur 195, soit 59 % des sièges du Landtag.
Il est formé à la suite de la tenue des élections régionales du 15 mai 2022.
Il succède donc au cabinet Wüst I, constitué et soutenu par une coalition « noire-jaune » entre l'Union chrétienne-démocrate et le Parti libéral-démocrate (FDP)

### Formation
Au cours des élections régionales, l'Union chrétienne-démocrate arrive nettement en tête, devançant plus largement le Parti social-démocrate que ce qu'indiquaient les sondages, mais le fort recul du Parti libéral-démocrate empêche la reconduction de la coalition « noire-jaune » au pouvoir, ce qui pousse la CDU à envisager de se tourner vers Les Verts.
Dès le 22 mai, la CDU et les Grünen annoncent leur intention d'entreprendre des discussions exploratoires, qui commencent deux jours plus tard. Les échanges s'achèvent positivement le 28 mai, permettant l'ouverture des négociations pour former une coalition « kiwi » le 31 mai. L'accord de coalition est conclu le 23 juin, marquant la première coopération entre chrétiens-démocrates et écologistes dans le Land le plus peuplé d'Allemagne, et ratifié le 25 juin par les deux partis.
Lors du vote d'investiture organisé le 28 juin au Landtag, Hendrik Wüst est réélu ministre-président par 106 voix pour et 74 voix contre, soit neuf voix de moins que le total des députés de sa coalition présents.

## Composition
- Par rapport au cabinet Wüst I, les nouveaux ministres sont indiqués en gras et les ministres qui ont changé d'attributions sont indiqués en italique.

| Fonction | Titulaire | Titulaire          | Parti  |
| --- | --------- | ------------------ | ------ |
| Ministre-président                                                                                          |           | Hendrik Wüst       | CDU    |
| Vice-ministre-présidente Ministre de l'Économie, de l'Industrie, du Climat et de l'Énergie                  |           | Mona Neubaur       | Grünen |
| Ministre des Finances                                                                                       |           | Marcus Optendrenk  | CDU    |
| Ministre de l'Intérieur                                                                                     |           | Herbert Reul       | CDU    |
| Ministre du Travail, de la Santé et des Affaires sociales                                                   |           | Karl-Josef Laumann | CDU    |
| Ministre de la Justice                                                                                      |           | Benjamin Limbach   | Grünen |
| Ministre de l'Éducation et de la Formation professionnelle                                                  |           | Dorothee Feller    | CDU    |
| Ministre des Transports, de l'Environnement et de la Nature                                                 |           | Oliver Krischer    | Grünen |
| Ministre de l'Agriculture et de la Consommation                                                             |           | Silke Gorißen      | CDU    |
| Ministre de l'Enfance, de la Jeunesse, de la Famille, de l'Égalité, des Réfugiés et de l'Intégration        |           | Josefine Paul      | Grünen |
| Ministre de la Patrie, des Affaires communales, des Travaux publics et du Numérique                         |           | Ina Scharrenbach   | CDU    |
| Ministre de la Culture et de la Science                                                                     |           | Ina Brandes        | CDU    |
| Ministre des Affaires fédérales, européennes et internationales, et des Médias Directeur de la chancellerie |           | Nathanael Liminski | CDU    |